# مصطفى أيطن
مصطفى أيطن (بالتركية: Mustafa Aydın)‏ هو أكاديمي تركي، ولد في 1967 في طرابزون في تركيا.